# Бомба замедленного действия (фильм)
«Бомба замедленного действия» — американский художественный фильм 1991 года, поставленный режиссёром Ави Нешером при участии Майкла Бина, триллер.
Приз зрительских симпатий на кинофестивале в Аворье.

## Сюжет
Главный герой фильма — Эдди Кей, некоторое время имевший дело с государственными органами Америки и доступ к некоторым военным тайнам, попадает в катастрофу, частично теряет память и мучается кошмарами. Тогда он обращается за помощью к психиатру Анне Нолмар. Вначале женщина думает, что он сумасшедший, но его опасения имеют реальную основу. Вдвоём они пытаются противостоять угрозе и восстановить память Эдди.

## В ролях
- Майкл Бин — Эдди Кей, человек, потерявший память
- Пэтси Кенсит — Анна Нолмар, психотерапевт
- Трэйси Скоггинс — госпожа Блу
- Роберт Калп — господин Филлипс
- Ричард Джордан — полковник Тейлор
- Рэймонд Джекес — Санчес
- Билли Блэнкс — господин Браун
- Джим Маньячи — господин Грэй
- Стивен Оливер — господин Редд